# Ризик (гра)
Ризик (фр. Risk) — стратегічна настільна гра розроблена Parker Brothers (тепер частина компанії Hasbro). Гра була винайдена французьким режисером Альбером Ламоріссом у 1957 році і на початку була відома під назвою Завоювання світу. 
Ризик — покрокова гра на від двох до шести гравців, які грають на дошці зі стилізованою політичною картою світу наполеонівських часів. Карта розділена на сорок дві території, що згруповані в шість континентів. Гравці контролюють армії, з якими вони намагаються захопити території інших гравців. Метою гри є загальне світове панування тобто контроль над усіма територіями. Ризик не враховує таких обмежень як великий розмір світу та пов'язане з цим необхідне додаткове забезпечення далеких військових компаній.
У червні 2011 року стало відомо про початок створення сценарію кінострічки за мотивами гри «Ризик». Сценаристом фільму став Джон Лавін, відомий роботою над телевізійним серіалом «Щит» .

## Ігровий процес
|                        |    | Чисельність нападників |     |     |     |     |      |      |      |      |      |
| 1                      | 2  | 3                      | 4   | 5   | 6   | 7   | 8    | 9    | 10   |      |      |
| Чисельність захисників | 1  | 42%                    | 75% | 92% | 97% | 99% | >99% | >99% | >99% | >99% | >99% |
| Чисельність захисників | 2  | 11%                    | 36% | 66% | 79% | 89% | 93%  | 97%  | 98%  | 99%  | 99%  |
| Чисельність захисників | 3  | 3%                     | 21% | 47% | 64% | 77% | 86%  | 91%  | 95%  | 97%  | 98%  |
| Чисельність захисників | 4  | 1%                     | 9%  | 31% | 48% | 64% | 74%  | 83%  | 89%  | 93%  | 95%  |
| Чисельність захисників | 5  | <1%                    | 5%  | 21% | 36% | 51% | 64%  | 74%  | 82%  | 87%  | 92%  |
| Чисельність захисників | 6  | <1%                    | 2%  | 13% | 25% | 40% | 52%  | 64%  | 73%  | 81%  | 86%  |
| Чисельність захисників | 7  | <1%                    | 1%  | 8%  | 18% | 30% | 42%  | 54%  | 64%  | 73%  | 80%  |
| Чисельність захисників | 8  | <1%                    | <1% | 5%  | 12% | 22% | 33%  | 45%  | 55%  | 65%  | 72%  |
| Чисельність захисників | 9  | <1%                    | <1% | 3%  | 9%  | 16% | 26%  | 36%  | 46%  | 56%  | 65%  |
| Чисельність захисників | 10 | <1%                    | <1% | 2%  | 6%  | 12% | 19%  | 29%  | 38%  | 48%  | 57%  |

Кожного ходу гравець отримує додаткову кількість війська, в залежності від продуктивності цілковито підконтрольних регіонів. Після довільного розподілу військ поміж своїми територіями на додачу до раніше вже наявних там, можна спланувати переміщення військ лише на дотичні території (в тому числі через трансморські лінії). При плануванні розподілу військ та черговості переміщення армій подібні дії супротивника залишаються невідомими. Передислокації відбуваються почергово різними гравцями, відмовитися від своїх дій неможливо до наступного ходу. Тож переміщення на чужу територію (атаки) бувають дуже несподіваними, адже плануючи напад середніми силами на малу кількість оборонців можна виявити там значно зрослу оборону.
На кожній підконтрольній території завжди залишається принаймні одна армія, котра не може переміщатися.

### Ігрове поле
| Назва      | Продуктивність | Території |
| ---------- | -------------- | --------- |
| Азія       | 7              | 12        |
| Африка     | 3              | 6         |
| Європа     | 5              | 7         |
| Океанія    | 2              | 4         |
| Пд.Америка | 2              | 4         |
| Пн.Америка | 5              | 9         |
| Земля      | 24             | 42        |

В грі шість регіонів, контроль на усіх територіях певного регіону кожного ходу продукує певну кількість одиниць війська. Розподіл регіонів значною мірою відповідає реальному культурно-географічному районуванню Землі. Втрата хоча б однієї території призводить до втрати продуктивності всього регіону.
В деяких некласичних версіях регіони відрізняються, зокрема додається Антарктида, або в більш детальних картах, регіонів буває ще більше. Межі територій не завжди відтворюють міждержавні кордони, часом лише адміністративні.

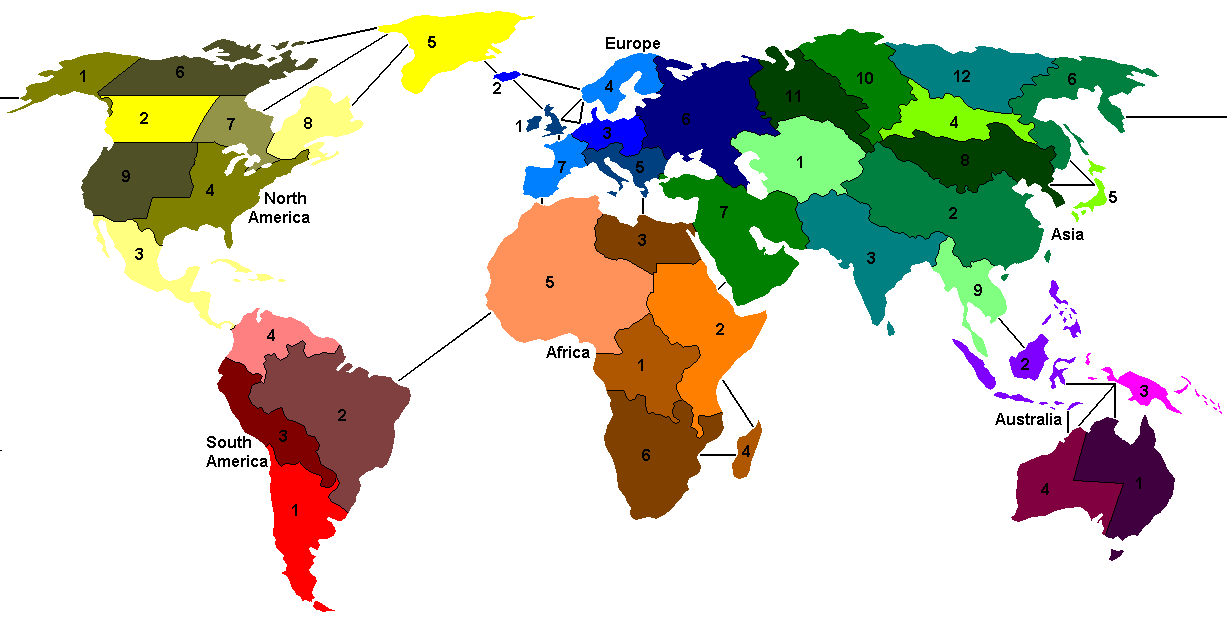
Карта гри

- Європа
  1. Велика Британія
  2. Ісландія
  3. Північна Європа
  4. Скандинавія
  5. Південна Європа
  6. Україна
  7. Західна Європа

- Азія
  1. Афганістан
  2. Китай
  3. Індія
  4. Іркутськ
  5. Японія
  6. Камчатка
  7. Близький Схід
  8. Монголія
  9. Сіам
  10. Сибір
  11. Урал
  12. Якутськ

- Австралія
  1. Східна Австралія
  2. Індонезія
  3. Нова Гвінея
  4. Західна Австралія

- Африка
  1. Конго
  2. Східна Африка
  3. Єгипет
  4. Мадагаскар
  5. Північна Африка
  6. Південна Африка

- Південна Америка
  1. Аргентина
  2. Бразилія
  3. Перу
  4. Венесуела

- Північна Америка
  1. Аляска
  2. Альберта
  3. Центральна Америка
  4. Східні Американські Штати
  5. Гренландія
  6. Північно-західні території
  7. Онтаріо
  8. Квебек
  9. Західні Американські Штати

## Цікавинки
- В грі, в класичній та в більшості сучасних версіях вся територія тодішньої Європейської частини СРСР (нині території 7 держав) названо Україною.

## Виноски
1. ↑  Настільна стратегія «Ризик» стане кіно-трилером. Архів оригіналу за 14 грудня 2012. Процитовано 13 червня 2011.
2. ↑  http://www.spreadsheetadvice.com/2011/04/battle-outcome-probabilities-for-the-risk-board-game/ [Архівовано 28 грудня 2013 у Wayback Machine.] VBA code to analyze large defense configurations
3. ↑  Kevin R. Canini, http://www.cs.berkeley.edu/~kevin/risk/risk.html (private home page with MATLAB/GNU Octave program code)